# Оруне
Оруне (итал. Orune) је насеље у Италији у округу Нуоро, региону Сардинија.
Према процени из 2011. у насељу је живело 2349 становника. Насеље се налази на надморској висини од 755 м.

## Становништво
Према резултатима пописа становништва 2011. у општини је живело 2.561 становника.
| 1931. | 1936. | 1951. | 1961. | 1971. | 1981. | 1991. | 2001. | 2011. |
| ----- | ----- | ----- | ----- | ----- | ----- | ----- | ----- | ----- |
| 4.365 | 4.491 | 5.259 | 5.591 | 4.545 | 3.799 | 3.279 | 3.021 | 2.561 |

## Партнерски градови
- Бордо
- Iffendic